# Hiroki Shibuya
Hiroki Shibuya (渋谷 洋樹 Shibuya Hiroki?, nacido el 30 de noviembre de 1966 en Muroran, Hokkaidō) es un exfutbolista japonés que se desempeñaba como defensa y entrenador.

## Clubes

### Como futbolista
| Club                | País  | Año         |
| ------------------- | ----- | ----------- |
| JEF United Ichihara | Japón | 1985 - 1992 |
| Tosu Futures        | Japón | 1992 - 1994 |
| NTT Kanto           | Japón | 1995 - 1997 |

### Como entrenador
| Club            | País  | Año         |
| --------------- | ----- | ----------- |
| Omiya Ardija    | Japón | 2014 - 2017 |
| Roasso Kumamoto | Japón | 2018 -      |